# Theodor von Cramer-Klett
Pour les articles homonymes, voir Cramer.

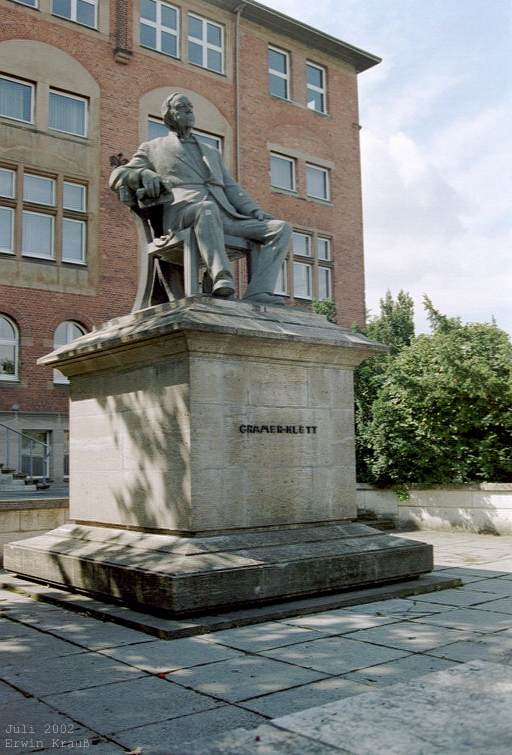
Monument de Theodor von Cramer-Klett sur la Frankenstrasse de Nuremberg

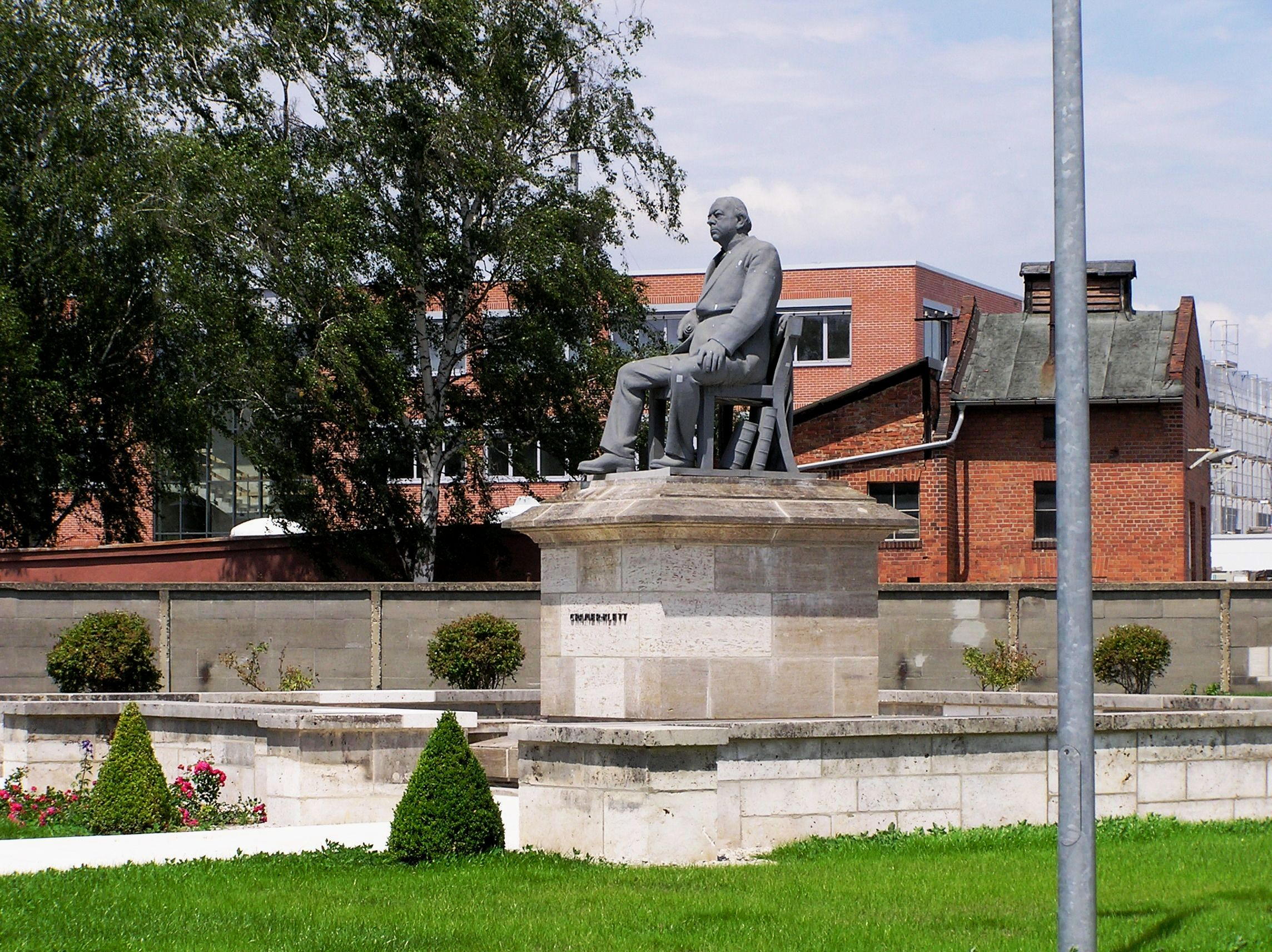

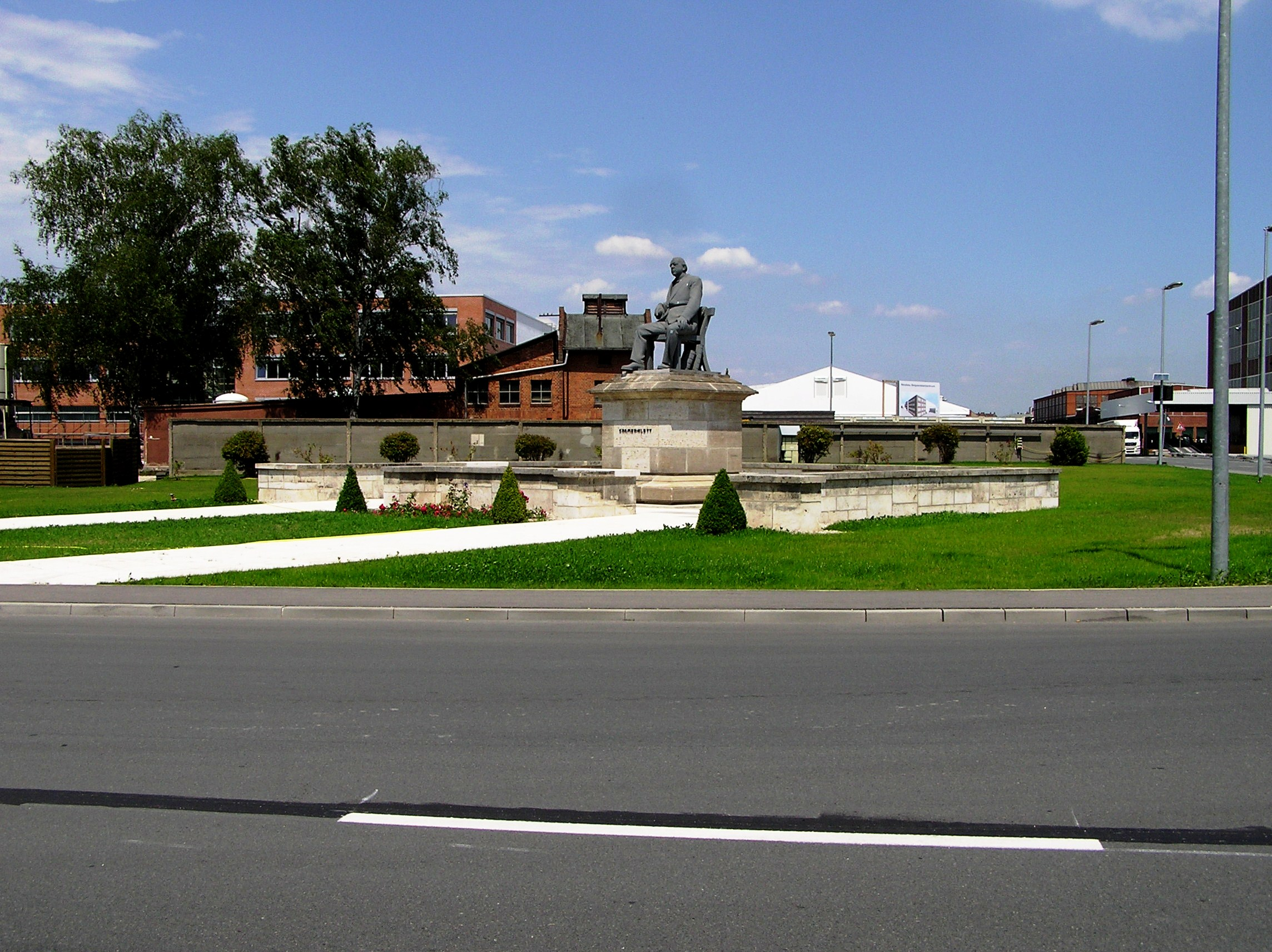
Le mémorial Cramer-Klett sur le site de l'usine MAN à Nuremberg

Theodor Cramer, à partir de 1847 Cramer-Klett, à partir de 1855 von Cramer-Klett, à partir de 1876 Baron von Cramer-Klett, (né le 27 septembre 1817 à Nuremberg et mort le 5 avril 1884 à Aschau im Chiemgau), est un homme d'affaires et industriel allemand. 
Aux côtés de Joseph von Baader (de) (1763-1835) et Joseph Anton von Maffei (1790-1870), Cramer-Klett, en sa qualité de propriétaire de Maschinenbau Actiengesellschaft Nürnberg (MAN), est l'un des trois pionniers les plus importants du chemin de fer en Bavière. En tant que grand financier, il est le fondateur de Süddeutsche Bodencreditbank (de) AG et cofondateur de la banque privée Merck, Christian & Co. (plus tard Merck Finck & Co. (de)) et de Munich Re. 

## Biographie

### Formation et débuts professionnels
Son père, Albert Johann Cramer, dirige un commerce d'importation de produits coloniaux et textiles à Amsterdam et plus tard à Nuremberg, qu'il doit liquider en 1834 pour déménager à Vienne. Là, il participe avec succès à une fabrique de savon. Sa mère, Felicitas Falcke, est la fille du marchand de Nuremberg Johann Caspar Falcke. À partir de février 1794, Valentin Pfeifer (de), originaire de Sommerau dans le Spessart, est associé de la société Albert Johann Cramer d'Amsterdam. À partir du 1er En juillet 1798, Valentin Pfeifer reprend l'entreprise et continue à la diriger sous son nom. La relation entre Albert Johann Cramer et Valentin Pfeifer est très personnelle. Cramer devient ainsi le parrain du fils de Valentin et Maria Agnes Pfeifer, Albert Johann P. (né le 18 octobre 1802 à Amsterdam). 
Theodor Cramer acquiert initialement des connaissances commerciales dans l'entreprise de son père. En 1837/38, il termine une année d'apprentissage dans la grande maison de commerce et de banque de Prague Lämel, puis suit des cours de philosophie (auprès de Friedrich Wilhelm Joseph Schelling) et de sciences naturelles (auprès de Justus Liebig) à Munich pendant un an. 
Fin 1839, il doit retourner à Vienne pour soutenir son père malade dans la savonnerie. Mais déjà en 1840, il s'installe à Genève, où il approfondit ses connaissances de la finance dans une banque. En Suisse et lors de voyages en France et en Italie, il entre en contact intensif avec les idées libérales-démocrates et socialistes primitives. 
En 1843, il décide de se rendre indépendant avec la petite fortune qu'il a acquise à Genève en rachetant la maison d'édition Bäumler. En 1844, il l'affilie au Friedens- und Kriegskurier, plus tard le Fränkischer Kurier, dans lequel il publie lui-même des articles politiques. Ce n'est qu'en 1849 qu'il abandonne la maison d'édition sous la pression du conseil municipal.

### Reprise de Maschinenfabrik und Eisengießerei J. F. Klett
Le tournant décisif de sa vie survient en 1847 lorsqu'il épouse Emilie Klett, la fille de Johann Friedrich Klett. Johann Friedrich Klett (de) est le fondateur d'une usine de machines qui produit du matériel ferroviaire, en particulier des machines à vapeur et des chaudières, depuis 1838 (initialement avec l'aide de techniciens anglais). 
Après la mort de Klett en 1847, Theodor Cramer reprend l'usine de Maschinenfabrik und Eisengießerei J. F. Klett, qu'il transforme en 1865 en société de commerce de machines Maschinenbau-Gesellschaft Nürnberg Klett & Co. et en 1873, finalement en Maschinenbau-Actiengesellschaft Nürnberg. Avec le spécialiste des chemins de fer et inventeur Johann Ludwig Werder (de), que Cramer-Klett arrache à la concurrence en 1848 et dont il fait son directeur technique, il développe rapidement l'entreprise. Elle devient l'une des principales usines de machines en Allemagne. Outre la fonderie de fer et la production de matériel ferroviaire, de wagons et de fusils - tous produits en série dans la mesure du possible - les principaux domaines d'activité sont la construction de machines à vapeur et de ponts (notamment le pont sur l'Isar près de Großhesselohe en 1857 ; le pont sur le Rhin de Mayence à Gustavsburg en 1860-1862, dit "Mainzer Südbrücke"). 
Cramer-Klett acquiert une grande reconnaissance dès le début avec la construction de bâtiments en verre et en fer, tels que la Schrannenhalle de Munich (de) en 1851/52, le jardin d'hiver de la résidence royale de Munich en 1853 et le hall de la gare de Wurtzbourg en 1856.
Il est anobli la même année, en reconnaissance de sa réussite particulière de la construction du Palais des glaces pour l'Exposition générale de Munich en 1854 (sur le modèle du Crystal Palace de Londres), qui n'a pris que 100 jours.

### Finances et fondations bancaires
Les grandes compétences organisationnelles et de leadership de Cramer-Klett sont complétées par une passion pour les affaires financières. Ainsi, à partir du milieu des années 1850, il a pris des participations dans de nombreuses compagnies de chemin de fer en entrant dans leurs conseils d'administration, mais ne paye les apports en capital en espèces mais par des livraisons importantes de ses entreprises, assurant ainsi les commandes et les liquidités en même temps. Il transforme progressivement la société commerciale Klett & Co., par l'intermédiaire de laquelle il effectue ses transactions financières, en une société holding qui « a les caractéristiques d'une banque commerciale et industrielle ». 
Dans ses transactions financières, en particulier dans les années 1860 et 1870, il coopère presque toujours avec la première banque privée de financement industriel en actions en Allemagne, la Bank für Handel und Industrie fondée par des industriels et banquiers rhénans en 1853, dirigée par Gustav von Mevissen, également appelée Darmstadt Bank en raison de son emplacement.
Avec la Darmstädter Bank, Cramer-Klett fonde, entre autres, des banques privées sous forme de commanditaires à Vienne (1867), Stuttgart (1869), Munich (1870), Cassel (1873) et Milan (1873) et en 1871 la Süddeutsche Bodencreditbank (de) AG à Munich.
Pour l'établissement des commanditaires à Munich, il envoie son conseiller juridique le Dr. Heinrich Merck, dont il confie le poste à Nuremberg au jeune avocat Dr. Hermann Pemsel, qui reçoit une procuration générale depuis 1872. La Merck, Christian &amp; Co. est rapidement devenue l'une des principales banques privées allemandes sous la direction du commanditaire Wilhelm von Finck (de). Les commanditaires de Cassel et Milan n’ont cependant pas survécu à la crise économique des années 1870.

### Fondation de la société de réassurance de Munich
Sa plus importante initiative financière est la fondation de la Münchener Rückversicherungs-Gesellschaft en 1880. L'agent général de la Versicherungsgesellschaft Thuringia, Carl Thieme, soumit l'idée à Cramer-Klett en 1879 l'idée de fonder une compagnie d'assurance contre la grêle, qu'il rejette. Cependant, le projet de réassurance présenté à l'hiver 1879/80 le convainc, lui et ses conseillers, car, comme Thieme peut le prouver, les besoins en assurance des assureurs primaires allemands de l'époque sont presque exclusivement couverts par des compagnies anglaises, françaises et suisses. 
Peu de temps après, Hermann Pemsel rédige les statuts de la société à fonder et, avec Wilhelm Finck, il demande une autorisation au gouvernement bavarois. Le capital initial de 3 millions de marks, dont 40% sont immédiatement versés, est réuni par les banques associées de longue date à Cramer-Klett (Bank für Handel und Industrie et Merck Finck & Co), la holding financière Klett & Co., les confidents personnels (Wilhelm Finck, Philipp Schmidt-Polex, Friedrich von Schauss, Hermann Pemsel) et le futur membre du conseil d'administration Carl Thieme. Wilhelm Finck et Hermann Pemsel en tant que ses représentants prennent la présidence du conseil de surveillance, qui, dès le début, sont également impliqués intensivement dans les affaires courantes. 
L'entreprise connaît une croissance rapide, est leader du marché mondial 10 ans plus tard et, en 1890, crée un solide pilier de l'assurance primaire en fondant Allianz Versicherungs-Aktiengesellschaft à Berlin.

### Acquisition du domaine d'Hohenaschau
Jusqu'à la mort d'Emilie Klett en 1866, le premier mariage de Cramer-Klett est sans enfant. C'est une agréable surprise pour lui lorsque sa deuxième épouse, Elisabeth Curtze, la fille d'un pharmacien de Worms, donne naissance à un fils lors de la huitième année de son mariage en 1874. 
L'épouse et le fils doivent être financièrement en sécurité, c'est pourquoi Cramer-Klett s'efforce de bâtir un héritage solide dans les années suivantes. Compte tenu de la crise économique et financière, il ne semble pas pouvoir disposer suffisamment de fonds en raison des participations industrielles et bancaires, dont certaines sont en difficulté, tandis que la propriété foncière semble plus sûre et jouit en même temps d'un bien plus grand prestige. 
C'est pourquoi, en 1875, il acquiert le vaste domaine d'Hohenaschau (anciennement propriété des comtes de Preysing) à Chiemgau auprès du Gewerkschaft Achthal-Hammerau, qui a rencontré des difficultés économiques. Il le fait agrandir pour en faire un domaine modèle. Il n'a cependant jamais vécu dans le château d'Hohenaschau (qui lui appartient et qui est dans un état de grand délabrement), mais passe plutôt de fréquents séjours (qui à la fin de sa vie durent plusieurs mois), dans le manoir d'Aschau. L'une des tâches les plus importantes de son représentant légal Pemsel est de compléter le domaine au cours des années suivantes par des achats supplémentaires et, surtout par de nombreux remplacements de droits de pâturage et d'alpage. 
En reconnaissance de ses réalisations économiques et des efforts pour assurer le bien-être de ses travailleurs  – selon l'explication officielle, (mais non des moindres, parce que le domaine d'Hohenaschau est de la taille requise) –  le roi de Bavière lui confère la dignité baronniale héréditaire en 1876, et l'autorise à transférer Hohenaschau dans le statut juridique de propriété familiale fidéicommis. 

### Mort et héritage

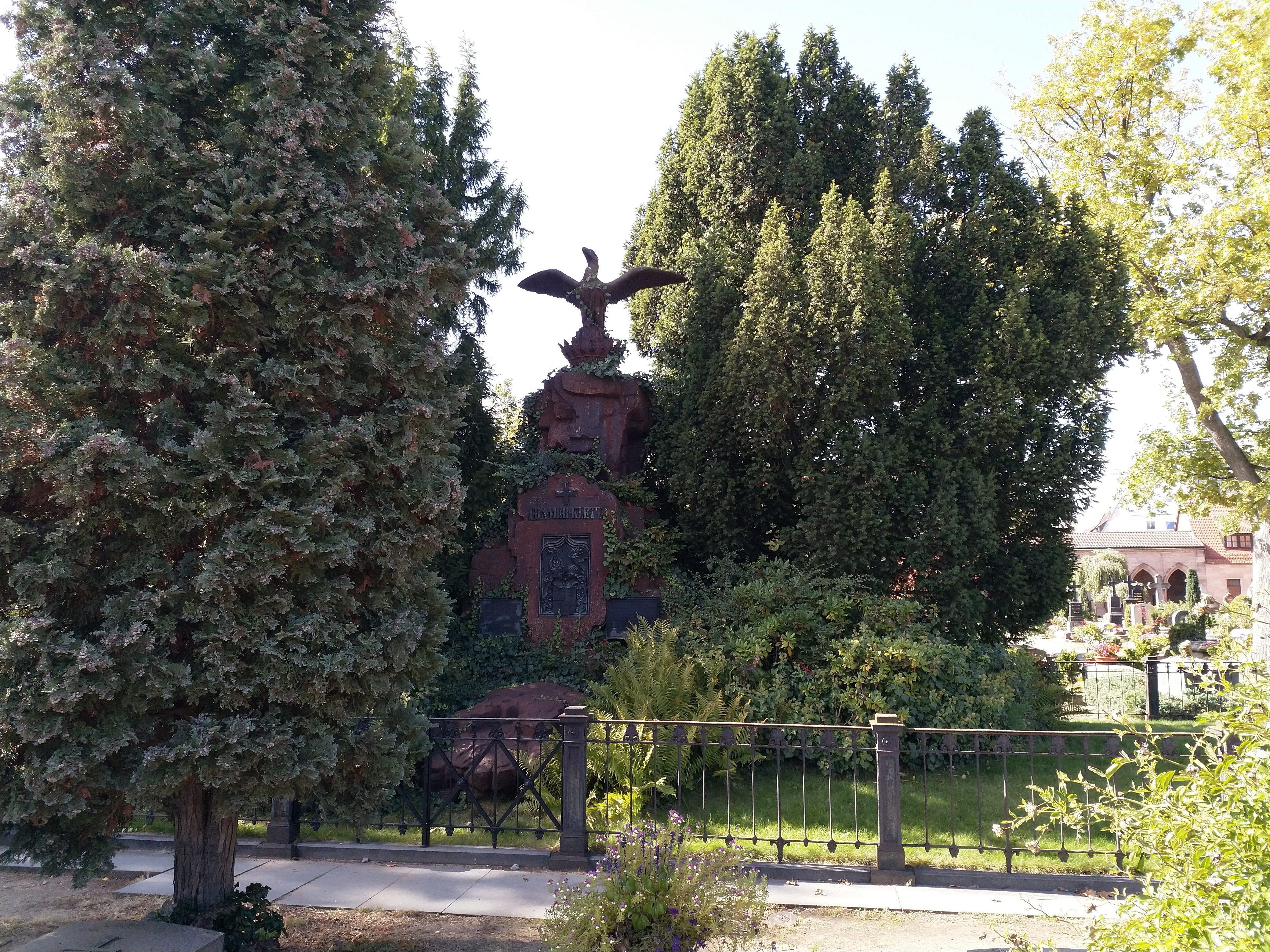
Tombe de Theodor von Cramer-Klett dans le Johannisfriedhof

Theodor von Cramer-Klett décède le 5 avril 1884 à Aschau. Wilhelm Finck, dont le défunt est un ami paternel, se tient à côté de sa famille à son lit de mort. 
Wilhelm Finck, avec Hermann Pemsel, Friedrich Hensolt et Jean Kempf (les cadres supérieurs de Maschinenfabrik Nürnberg), Gustav von Schlör (vieil ami et partenaire de la société Klett & Co.) et la veuve, poursuivent l'activité de Cramer-Klett. 
Cramer-Klett a également confié à ces personnes la tutelle de son fils « Theodor II », qui n'avait que dix ans au moment de sa mort. 
En 1898, 15 ans après la mort de Cramer-Klett, la Maschinenfabrik Augsburg-Nürnberg AG (MAN) est fondée en fusionnant avec Maschinenfabrik Augsburg AG, fondée en 1840. 
Sa tombe se trouve au Johannisfriedhof de Nuremberg . 

## Engagement social
Cramer-Klett représente le type d'entrepreneur patriarcal qui veut être « maître dans sa maison », mais qui a créé ou soutenu de nombreuses institutions sociales dans ses entreprises (par exemple la construction d'appartements ouvriers et la création d'une école d'usine) et dans l'espace public (par exemple la Künstlerhaus et la Fondation de la maison Albrecht Dürer à Nuremberg). 
Il s’engage financièrement et personnellement en faveur de la création d'un musée industriel à Nuremberg (basé sur le modèle du musée des arts et métiers de Paris ou  du musée de Kensington de Londres), que le conseil municipal de Nuremberg n'a soutenu qu'à moitié. 
Depuis la fin des années 1860, Cramer-Klett poursuit ce projet depuis longtemps, non seulement par le biais de dons importants, mais surtout par la nomination d'Hermann Pemsel (à l'époque encore stagiaire au cabinet d'avocats de son père à Erlangen), en tant que directeur général du comité fondateur au printemps 1869, pour lequel il faut gagner des personnalités remarquables de toute la Bavière et de puissants donateurs. L'initiative, qui est finalement soutenue par le gouvernement bavarois - notamment grâce aux talents de négociateur de Pemsels - est couronnée de succès. Le musée ouvre au début de 1872. 

## Honneurs
- 1854 noblesse personnelle
- 1876 statut baronial héréditaire
- La colonie ouvrière de Gustavsburg porte son nom : Cramer-Klett-Siedlung .
- Dans le quartier Wöhrd de Nuremberg, où la Maschinenfabrik Nürnberg est créée, une rue et un parc portent le nom de Cramer-Klett.
- La statue de Cramer-Klett, plus grande que nature, de Richard Knecht (de), coulée par la fonderie d'art Hermann Noack (de) sur la Frankenstrasse à Nuremberg, de 1940 au 6 décembre 2011. La figure monumentale assise en fonte d'aluminium sur un haut socle de calcaire et entourée d'un mur se trouve depuis début 2012 dans les locaux de l'usine de moteurs MAN à Nuremberg.